# Botia lohachata
El botia yoyo, botia lohachata o botia Pakistaní (Botia almorhae) es un pez de agua dulce que pertenece a la Familia Botiidae. Se origina en las aguas tranquilas y lentas del Ganges cuenca ubicada en el norte de la India y posiblemente en Nepal. A pesar del nombre común alternativo botia Pakistaní, el nombre B. almorhae no es conocido en Pakistán (la especie ubicada en este país es B. birdi).
Puede lograr una longitud de 14-16 cm, y su nombre hace referencia a sus patrones oscuros y pálidos, los cuales pueden deletrear "yoyo" (especialmente en ejemplares jóvenes), por ello el nombre común es botia yoyo. El nombre locha almora hace referencia a Almora en Uttarakhand, India Los especímenes etiquetados como botia almorhae generalmente son encontrados en el comercio de la acuariofilia, pero la mayoría (si no todos) de estos aparentemente están estrechamente relacionados con botias lohachatas, dos especies posiblemente indescribidas, la especie popularmente referida B. sp. "Kosi" Y B. sp. "Teesta", o híbridos.